# Eoanthidium salemense
Eoanthidium salemense är en biart som först beskrevs av Cockerell 1919.  Eoanthidium salemense ingår i släktet Eoanthidium och familjen buksamlarbin. Inga underarter finns listade i Catalogue of Life.